# Geórgios Kondýlis
Geórgios Kondýlis (en grec moderne : Γεώργιος Κονδύλης) est un militaire et homme politique grec né le 14 août 1878 en Eurytanie et mort le 31 janvier 1936. Il est surnommé Kéraunos, tonnerre, en grec.

## Carrière militaire
Kondylis est né à Proussos (en), en Evrytanie. Il s'engage dans l'armée en 1896 et combat avec le corps expéditionnaire grec en Crète. Il prend part aux luttes pour la Macédoine (1904-1908), et obtient le rang de capitaine lors des Guerres balkaniques. Il soutient le  Mouvement de défense nationale d'Elefthérios Venizélos au cours de la Première Guerre mondiale, et s'oppose au retour du roi Constantin Ier de Grèce en 1920. Il part alors pour Thessalonique avec d'autres officiers vénizélistes pour organiser la « Défense démocratique » (Δημοκρατική Άμυνα). Il revient en Grèce en 1922 avec le grade de général, et prend sa retraite militaire en 1923 pour se consacrer à la politique

## Carrière politique
Il est élu député au Parlement hellénique et fonde le Parti Démocratique national. Le 21 août 1926, il renverse la dictature de Theódoros Pángalos lors d'un coup d'État et forme un gouvernement et appelle à des élections en novembre. Son parti n'y prend cependant pas part.
Lors des élections d'août 1928, son parti obtient neuf sièges au parlement. En 1933, Kondylis est nommé ministre des Armées.
Lorsque le 10 octobre 1935, les chefs des forces armées renversent le gouvernement de Panagis Tsaldaris, l'ancien républicain Kondylis se déclare régent, et abolit la République. La Grèce connaît alors un régime dictatorial et de terreur : les républicains sont pourchassés. Il organise un plébiscite le 3 novembre sur la Restauration de la monarchie, avec un résultat frauduleux de 97 % en faveur de cette Restauration. Après le retour du roi Georges II le 25 novembre, il se dispute avec celui-ci et démissionne. Aux élections du 26 janvier 1936, il s'allie à Ioánnis Rállis et s'arrange pour avoir quinze députés élus. Il meurt peu de temps après, le 31 janvier 1936 à Athènes d'une crise cardiaque.